# François Vyncke
François Vyncke (François Armand Vyncke; * 9. Januar 1892; Todesdatum unbekannt) war ein belgischer Langstreckenläufer.
Bei den Olympischen Spielen 1920 in Antwerpen kam er im Crosslauf auf den 37. Platz. Über 5000 m und im 3000-Meter-Mannschaftsrennen schied er im Vorlauf aus.